# International Commerce Center
Ne doit pas être confondu avec Centre du commerce international.
L'International Commerce Center (ICC) est un gratte-ciel supertall de Hong Kong achevé en 2010.
L'International Commerce Center est le 8e gratte-ciel le plus haut au monde en 2016, puis le 13e en 2024. C'est aussi 10e le plus haut par nombre d'étage. Elle est visitée par des centaines de milliers de visiteurs chaque année.

## Dénomination

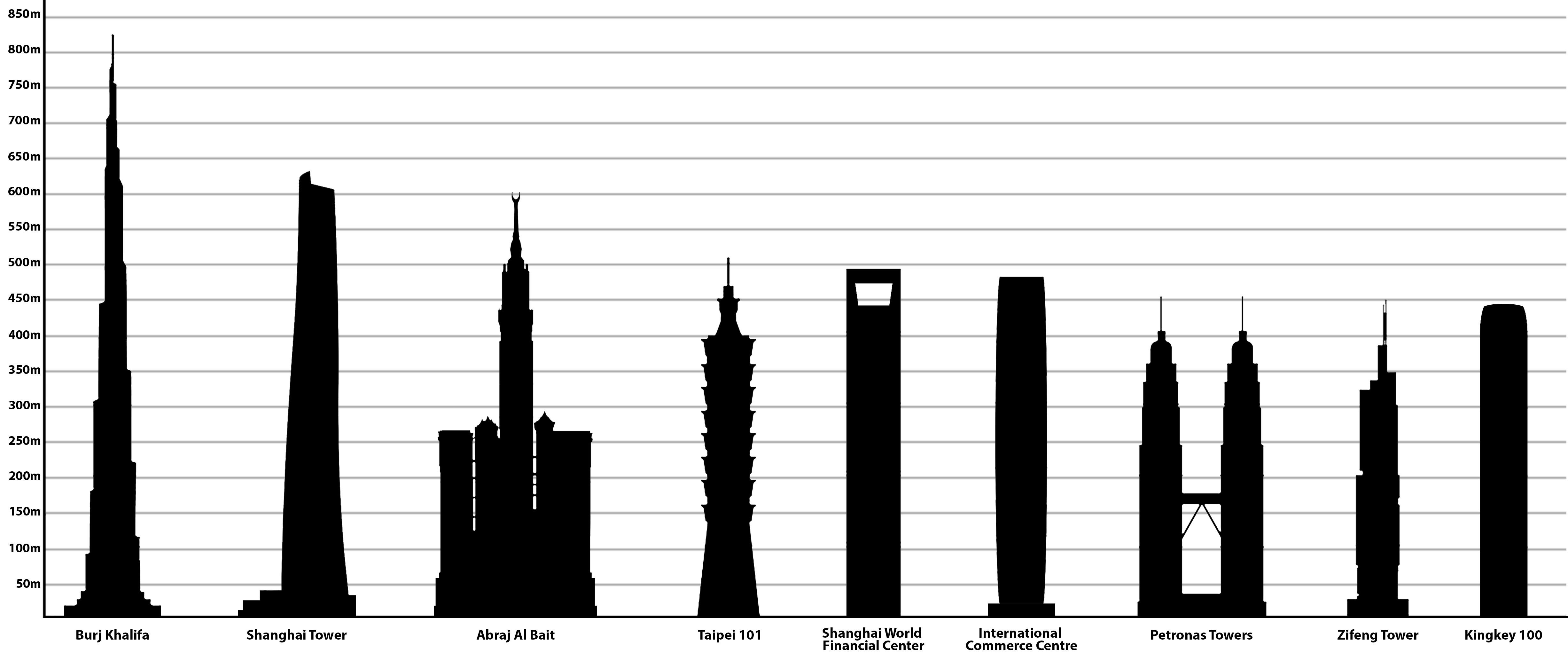
La forme de l'International Commerce Center comparée aux autres gratte-ciels en Asie

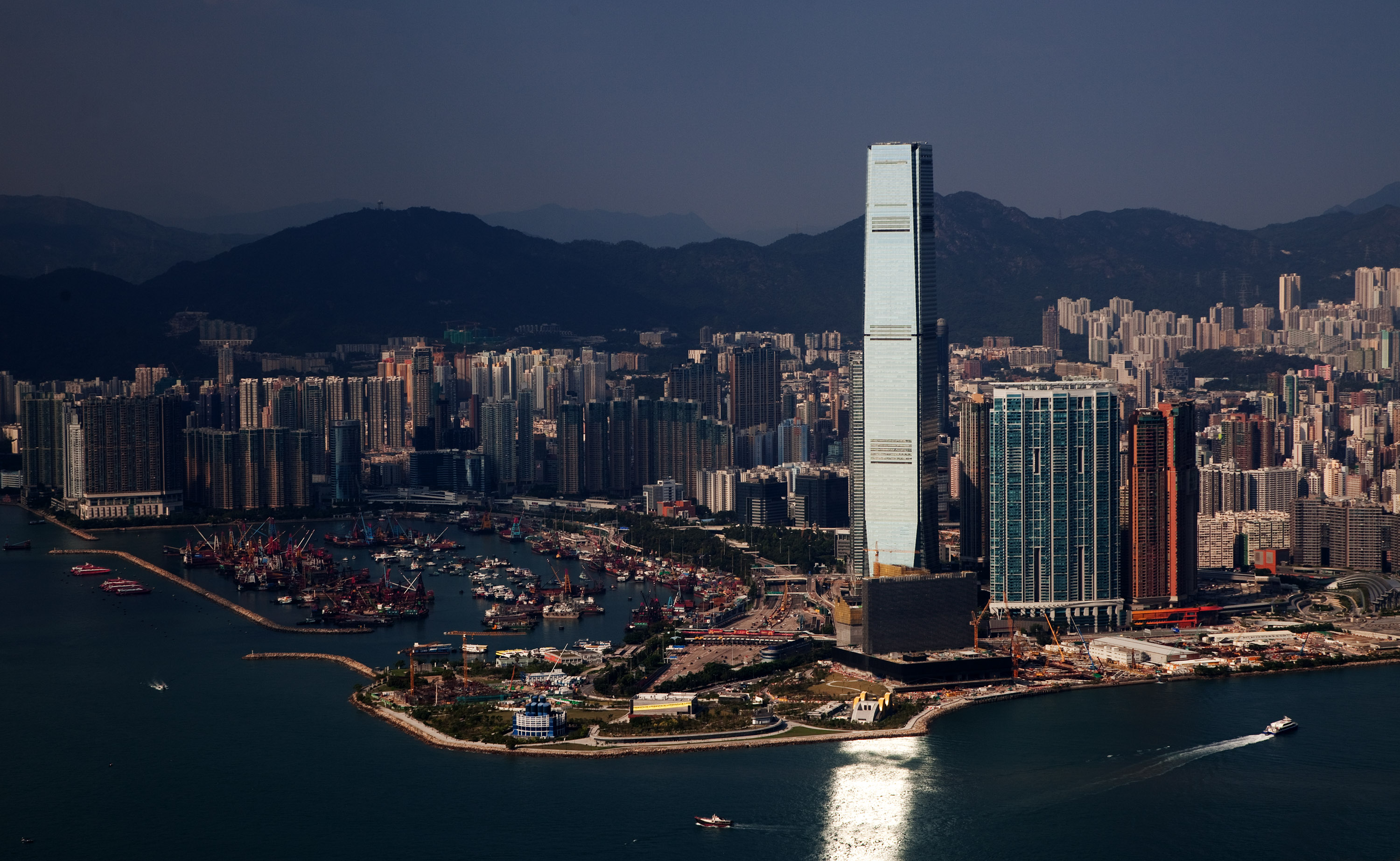
Vue de l'International Commerce Center depuis Victoria Peak

L'International Commerce Center fait partie d'Union Square.
Son nom de développement est l'Union Square Phase 7.
Il ne prend le nom de Centre du Commerce International qu'en 2005 lors d'une annonce officielle.

## Description du gratte-ciel
L'International Commerce Center est situé au bord de l'eau, dans le quartier de Yau Tsim Mong au sud-ouest de la péninsule de Kowloon. Il est à l'embranchement du quartier des affaires la Austin Road West où il est desservi par le Mass Transit Railway, le métro citadin.
Il présente une surface globale de 276 176 mètres carrés. Sa structure est soutenue par 8 colonnes de béton colossales et une façade recouverte de verre.

### Sa hauteur
Avec une hauteur de 484 mètres, l'International Commerce Center rentre dans la catégorie des gratte-ciels supertall, c'est-à-dire dépassant les 300 mètres de hauteurs.
Il est le plus haut gratte-ciel de la région, dépassant de 70 mètres le Two International Finance Center qui lui fait face de l'autre côte de Victoria Harbour. C'est aussi le seul bâtiment de Hong Kong avec plus de 100 étages.
Le gratte-ciel supertall est plus petit que son projet initial en raison de réglementations limitant la taille des bâtiments à celle des montagnes environnantes. Il aurait dû mesurer 574 mètres pour 102 étages, soit 90 mètres de plus que le projet actuel. Il aurait donc mesuré 162 mètres de plus que le gratte-ciel le plus haut de Hong Kong à l'époque.

### Ses étages
L'International Commerce Center est composé de 118 étages hors-sol et 4 étages en sous-sol lesquels sont desservis par 83 ascenseurs et 41 escalators. Il est le 10e plus haut gratte-ciel par nombre d'étage.
Le gratte-ciel compte un total de 312 chambres d'hôtel et 1 700 places de parking.
Il faut 60 secondes pour atteindre la 14e terrasse d'observation la plus haute du monde au 100e étage du gratte-ciel, la Sky100, le centre commercial de luxe Elements et le skyway grâce à un ascenseur spécial depuis le hall du niveau 2. Les ascenseurs ont une vitesse moyenne de 64km/h.
Le nombre 4 est soudé en raison de tétraphobie, car il signifie « mort » en cantonais et est considéré comme un nombre portant malheur. L'étage 13 est sauté également pour des raisons superstitieuses.

Plan de l'Union square

À l'exception du 3e étage, les niveaux 103 et 113 finissant en « 3 » sont également sautés, et les niveaux 5, 6, 7, 26, 28, 29 et 105 ont également été sautés pour des raisons inconnues. Ils sont actuellement remplacés par les lettres « M » et « R », qui signifient respectivement « Mécanique » et « Refuge ».
Au total, 28 étages sont sautés : 4, 5, 6, 7, 13, 14, 23, 24, 26, 28, 29, 33, 34, 43, 44, 53, 54, 63, 64, 73, 74, 83, 84, 93, 94, 104, 105, 114. 18 étages ont été ajoutés: UG, M1-1, M1-2, M1-3, M1-5, R1, R2, M2-1, M2-2, R3, M3-1, M3-2, R4, M4-1, M4-2, M4-3, M5 et M6.
Les étages 10 à 99 sont des bureaux, les niveaux 48 et 49 étant occupés par des sky lobbies.
Les étages 3, 8 9 et les 17 derniers étages de M4-3 à 118 sont occupés par l'hôtel 5-étoiles Ritz-Carlton, offrant notamment le bar le plus haut du monde.
Parmi les locataires, on compte aussi des organismes internationaux comme l'ONU et les banques Morgan Stanley, Crédit suisse ou Deutsche Bank depuis 2008.

### Son spectacle lumineux
Le spectacle de lumières LED de l'International Commerce Center a établi un record mondial dans le Guinness des records en tant que « plus grand spectacle de lumière et de son sur un seul bâtiment ». Il utilise 50 000 mètres carrés sur deux façades du gratte-ciel. Le spectacle lumineux a été conçu par Hirohito Totsune, qui avait précédemment réalisé le système de la Tokyo Skytree.

Le spectacle a plusieurs représentations tous les soirs à 19h45, 20h et 21h sur différents thèmes comme Hong Kong, Noël, le Nouvel An, etc. Un spectacle de motifs et d'animation a lieu aussi de 18h à 22h.

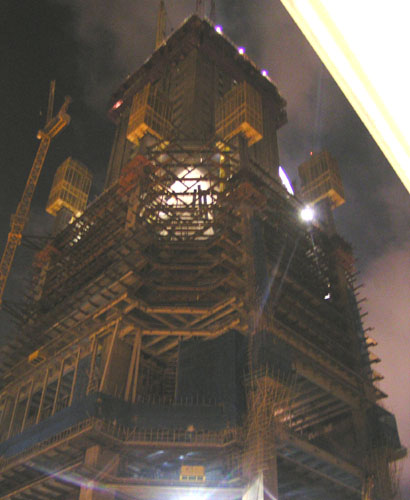
Une vue rapprochée des travaux

## Sa construction

### Les plans de construction
Le projet de construction de l'International Commerce Center s'étend de 2000 à 2010.
L'opérateur de métro MTR Corporation Limited et le promoteur immobilier Sun Hung Kai Properties organisent ensemble le projet du gratte-ciel.
Un concours initié en 2000 donne gagnant les plans du Kohn Pedersen Fox Associates (KPF) pour la construction de l'International Commerce Center. Le cabinet collabore avec Wong & Ouyang sur le projet et la construction est réalisée par Sanfield, une filiale de SunHung Kai.
Les plans sont modifiés en 2001 : la tour qui devait se terminer avec la forme originale d'une pyramide se termine finalement en parallélépipède, à la fois plus simple et plus sûre.

### Les modifications
La construction de l'International Commerce Centre débute en 2002.
Il est complété en plusieurs phrases de 2007 à 2010, interrompus principalement pour des raisons économiques. Le 13 septembre 2009, les travaux sont temporairement interrompus à la suite d'un accident de la tige de levage dans lequel décède six ouvriers.
L'International Commerce Centre ouvre finalement le 29 mars 2011 avec l'inauguration de l'hôtel Ritz-Carlton. La plateforme d'observation du dernier étage en ouverte en avril de la même année.